# 张乃康
张乃康（1916年—1998年），江苏省邗江县人，中国共产党党员。1978年至1982年担任江苏师范学院党委书记兼院长；1982年至1983年担任苏州大学校长，是苏州大学第一任校长。